# Mąkolin
Mąkolin – wieś sołecka w Polsce położona w województwie mazowieckim, w powiecie płockim, w gminie Bodzanów. Leży nad Mołtawą
Wieś duchowna Mąkolino położona była w drugiej połowie XVI wieku w ziemi wyszogrodzkiej województwa mazowieckiego. W 1785 roku Mąkolin wchodził w skład klucza mąkolińskiego biskupstwa płockiego. Do 1946 roku miejscowość była siedzibą gminy Mąkolin. W latach 1975–1998 miejscowość administracyjnie należała do województwa płockiego.
Urodził się tu Tadeusz Bejt.